# Onsori I Balkhi

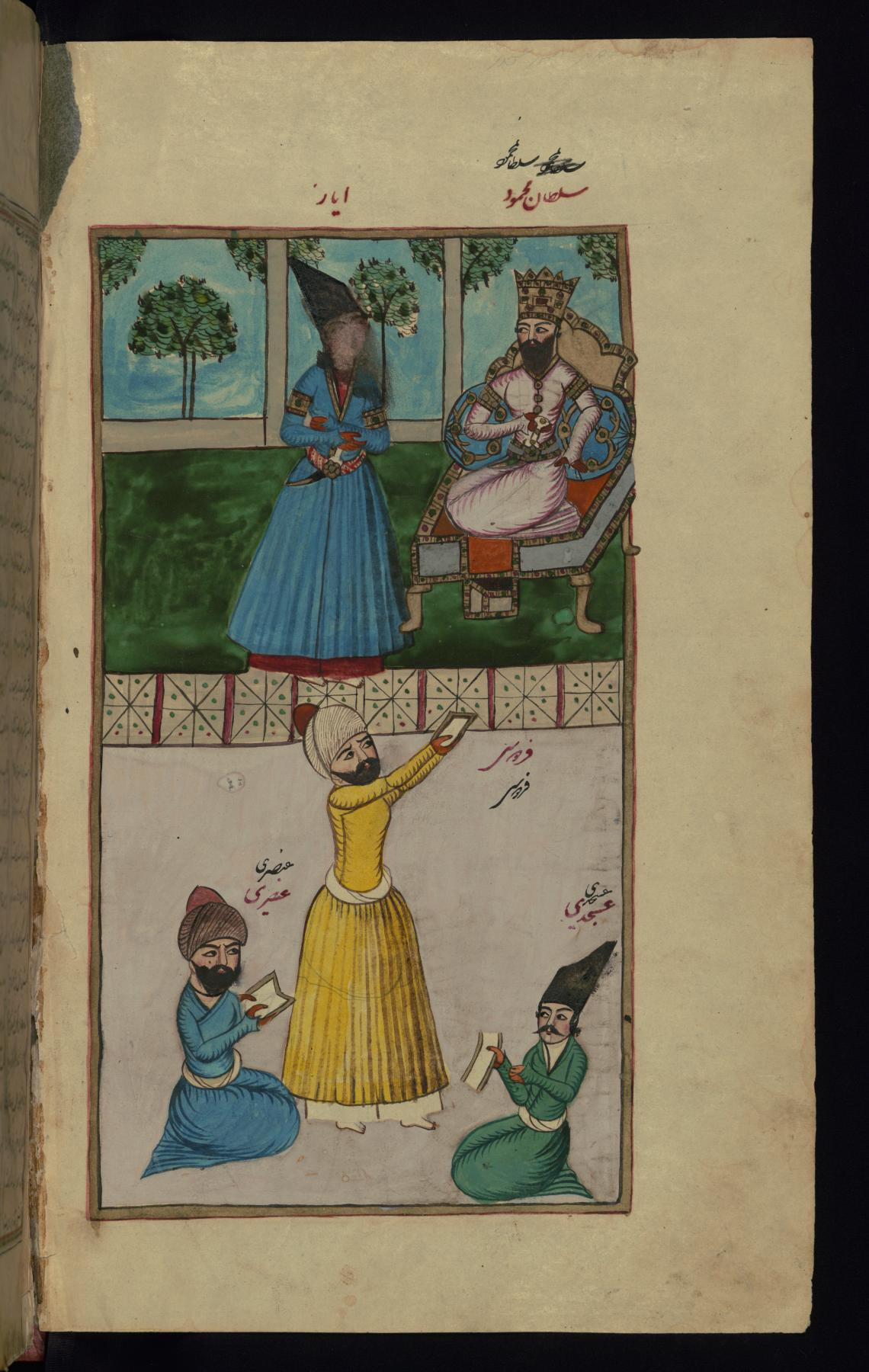
Firdowsi, sultan Mahmud of Ghazni; Ayaz (His Slave) en de dichters Firdowsi, Onsori en Asjadie

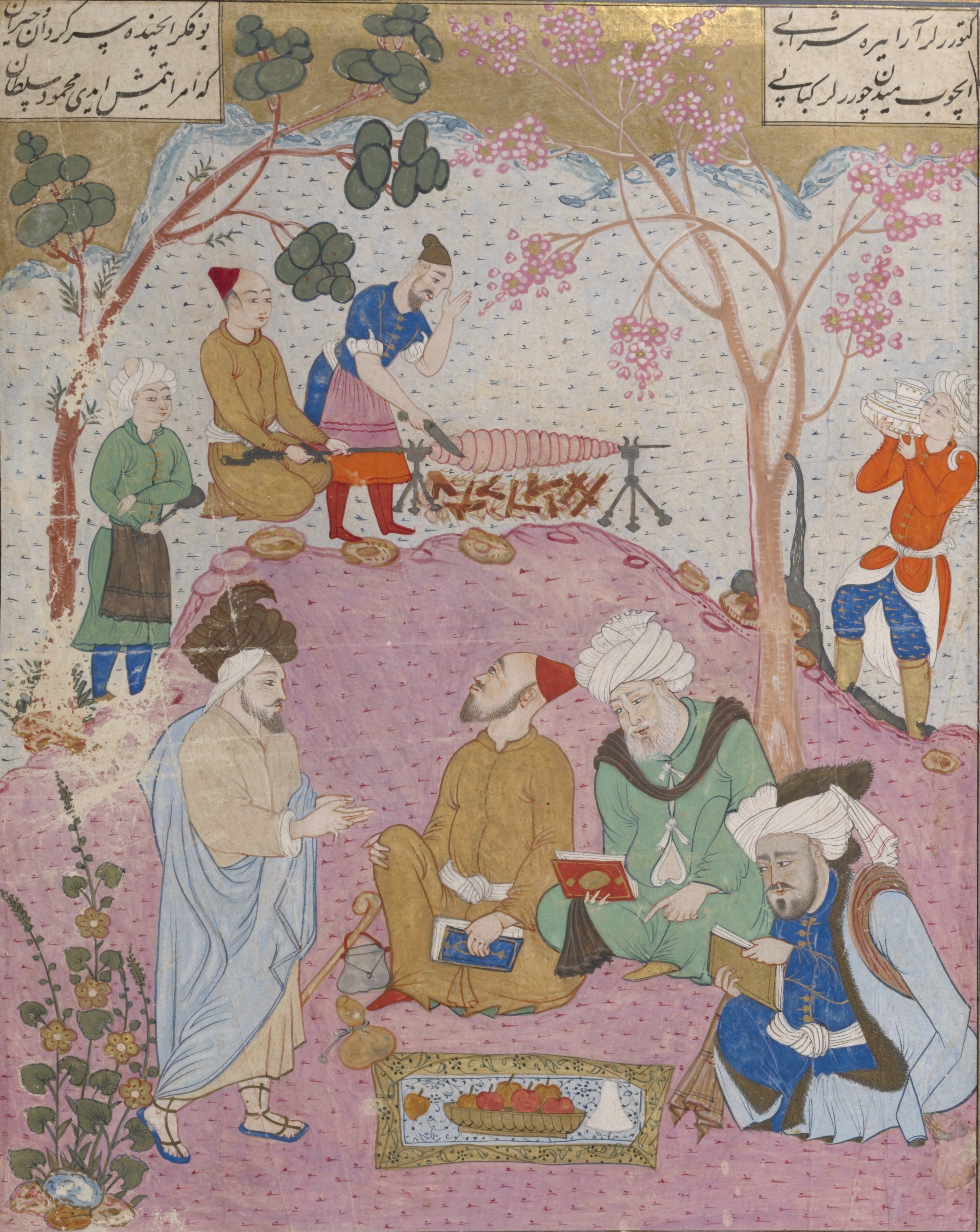
Firdowsi benadert de drie dichters van sultan Mahmud die zitten te lezen terwijl bedienden een maal bereiden

Onsori I Balkhi (ook wel Unsuri) was een hofdichter in het Ghaznavidische Rijk onder sultan Mahmud van Ghazni in het midden van de Islamitische Gouden eeuw. Veel poëten in die tijd kwamen uit Balkh zoals Shahid Balkhi, Abolmoyayed Balkhi, Rabe'eh Balkhi en Bou Shakour Balkhi.

## Tijdsbeeld
Alle machthebbers uit de 10e en elfde eeuw steunden en respecteerden de Perzische dichters en schrijvers en kochten hun verzen tegen een goede prijs, hierdoor konden zij een belangrijke bijdrage leveren aan de rijkdom van de Iraanse literatuur.
De poëzie van Rudaki, Onsori en tijdgenoten werden geschreven in Dari, over het algemeen bevatte deze poëtische taal 
veel woorden uit de Pahlavi literatuur, in latere eeuwen werden steeds meer Arabische woorden gebruikt. De Perzische grammatica, uitdrukkingen en ritmes eveneens gerespecteerd. Om het metrum te ondersteunen werden de gedichten bij het voorlezen meestal begeleidt door zang en muziek.

## Levensloop
Onṣori begon als professionele dichter nadat een legercommandant van Khorasan,
"Amir Abu’l-Moẓaffar Naṣr", de broer van Sultan Maḥmud hem had voorgesteld aan het koninklijk hof in Ghazni.
Zijn talent werd zeer gewaardeerd en al snel werd hij aangesteld als "malek al-šoʿarā" (Koning der Dichters).
Hij gaf leiding aan 200 dichters die hun werk ter goedkeuring door Onsori moesten laten lezen en eventueel laten redigeren alvorens ze aan de koning werden gegeven.
Zelf was hij kritisch op zijn werk, hij vond zijn gedichten saai en bij lange na niet zo goed als die van Rudaki.
Zijn voornaamste werk was het schrijven van (kritiekloze) lofdichten op de Sultan, hij vergezelde de sultan dan ook op zijn militaire expedities.
Na de dood van de sultan op 30 april 1030 bleef hij in dienst zijn opvolger van Sultan "Masud I".

### Oevre
De Divān van Onsori bevatte ongeveer 30.000 werken waarvan er slechts 3000 bewaard zijn gebleven.
Zijn dichtkunst was Panegyrisch, hij schreef in de toen gebruikelijke dichtvormen zoals 
masnavi, mossammat, de tardji band (soort kwatrijn), Do-baytī(soort kwatrijn), ghet’eh (soort kwatrijn),
"qaṣīda" (odes of lofdichten met meerder thema's), Gazals en raadsels ook vertaalde hij waarschijnlijk werk van westerse dichters o.a. "Metiochus and Parthenope" (Grieks).
Dat hij zich verdiepte in westerse met name Griekse verhalen werd waarschijnlijk veroorzaakt door de strenge Islamitische leer die het oude geloof van het Zoroastrisme absoluut afwees en veroordeelde.
Zijn lofdichten gingen over de heldendaden van de sultan, diens broers "Abu al-Muzzafar Nasr", "Yusuf" en zijn legeraanvoerder, zij waren een soort van staatspropaganda.
Ook schreef hij dries romantische heldendichten
- "Sad-bahr-o-Ayn-al-hayat" of "Shādbahr & ʿAyn al-Ḥayāt", over de grote dualiteit van het leven.
- "Wāmeq va Azrā" of "Vāmiq u ‘Adhrā", de romance van Wāmeq en Azrā (de minnaar en de maagd) het is een bewerking van "Metiochus and Parthenope" een oud Grieks verhaal.
- "Kheng Eng bot va Sor kot" of "Kheng-bot & Sorkh-bot", het was een romantisch gedicht over Boeddha's van Bamyan twee stenen afgodsbeelden in een afgodenhuis in de bergen van Bamyan.

Voor zijn poëzie werd hij geregeld koninklijk beloond: 
- De sultan had in een dronken bui het haar van zijn meest geliefde schildknaap Ayāz afgeknipt en was daar erg boos en verdrietig over. Om hem op te vrolijken schreef Onsori een kwatrijn. Hoewel het een schande is om die krullen af te scheren, blijf toch niet boos en verdrietig, Beter is het je te verheugen en vrolijk te zijn,  vraag om wijn, want: "als de cipres wordt gesnoeid zal hij daarna de mooiste zijn". Hierdoor getroost overlaadt Mahmud Onsori en zijn geliefde Ayaz met goud, zilver en sierraden.

- In 1031 ontving hij duizend dinar van Mahmud I voor zijn gedicht ter gelegenheid van de Eid-al-Fitr viering (Suikerfeest, het verbreken van het vasten aan het einde van de Ramadan).

Onsori dichtte in een krachtige taal hij was ook creatief en altijd op zoek naar iets nieuws, hij introduceerde wetenschappelijke argumentatie in poëzie wat zijn gedichten soms moeilijk toegankelijk maakt.